# Monumento a Concepción Arenal (Madrid)
El monumento a Concepción Arenal es un ejemplar de arte público en Madrid. Ubicado en el Parque del Oeste, está dedicado a Concepción Arenal, destacada jurista decimonónica y precursora del feminismo.

## Historia y description
El monumento, obra José María Palma, un escultor granadino,  fue financiado mediante suscripción popular.
El grupo escultórico consiste en una peana de granito que sostiene la estatua sedente de Concepción Arenal, esculpida en caliza y vestida con una toga, flanqueada a su derecha por una alegoría de la Paz fundida en bronce, y a su izquierda por una simbolización de las ideas de Libertad, Justicia y Perdón, esculpidas en piedra.
Una inscripción en la peana reza «concepción arenal. amó la ciencia. consoló el dolor».
El monumento fue descubierto el 29 de mayo de 1934 en la plaza de Ruperto Chapí, localizada en el Parque del Oeste. Entre los representantes institucionales que asistieron al acontecimiento se encontraron Niceto Alcalá Zamora (presidente de la República), Pedro Rico (alcalde de Madrid), Rafael Sánchez Guerra (secretario de la presidencia), Victoria Kent (directora-general de Prisiones), Álvaro de Albornoz (presidente del Tribunal de Garantías Constitucionales), Gerardo Abad Conde (presidente del Consejo de Estado), Diego Medina y García (presidente del Tribunal Supremo), Vicente Cantos Figuerola (ministro de Justicia) y Filiberto Villalobos (ministro de Instrucción Pública). También asistieron a la ceremonia un nutrido grupo de mujeres destacadas en la esfera pública de la época como Concha Espina, Magda Donato, Matilde Muñoz, Pilar Millán Astray o Regina García, entre otras. José María Poyán (presidente del Lar Gallego), Clara Campoamor (en nombre del comité organizador de la erección del monumento) y Vicente Cantos (como representante del Gobierno de la República) intervinieron como oradores.
El monumento sufrió algunos daños durante la Guerra Civil. Tras acabar el conflicto, se llevaron a cabo obras de restauración, dirigidas por el propio José María Palma, asistido por el arquitecto Pedro Muguruza.
En 1995, el monumento se reubicó a su emplazamiento actual (también dentro del parque), junto al Paseo Moret.